# Aladdin (film din 1992)
Aladdin este un film de animație din 1992, produs de Walt Disney Feature Animation și lansat inițial de către Walt Disney Pictures. Acest film face parte din perioada succesului masiv a Studiourilor de Animație Walt Disney, cunoscută ca Renașterea Disney. A fost realizat de aceeași echipă care a regizat ulterior filme de succes ale companiei, ca Regele Leu.

## Personaje și voci
- Scott Weinger-Prince Aladdin (Prince Ali)
- Brad Kane-Prince Aladdin (Prince Ali) (Singing)
- Robin Williams-Genie
- Linda Larkin-Princess Jasmine
- Lea Salonga-Princess Jasmine (Singing)
- Jonathan Freeman-The Wizard Jafar,Cobra The Snake,The Red Genie
- Frank Welker-Abu Monkey
- Frank Welker-Abu Elephant
- Frank Welker-Rajah Tiger
- Frank Welker-The Wicked Tiger The Magic Cave
- Gilbert Gottfried-Jago The Parrot
- Douglas Seale-The Sultan Princess Jasmines Father
- Jim Cummings-Razoul,The Sultans Castle Guards
- Jim Cummings-Apple Seller
- Robin Williams-The Peddler
- Bruce Adler-The Peddler (Singing)
- The Others Voices:Jack Angel 

Afișul în limba engleză al filmului

 Corey Burton 
 Philip L. Clarke 
 Jennifer Darling 
 Debi Derryberry 
Bruce Gooch 
 Jerry Houser 
 Vera Lockwood 
 Sherry Lynn 
 Mickie McGowan 
 Patrick Pinney 
 Phil Proctor